# Игуман Митрофан (Матић)
Митрофан Матић (Иванда, 20. август 1911 — Манастир Чокешина, 11. август 1941) je био јеромонах, старешина манастира Чокешине, песник и есејиста.

## Биографија
Рођен 20. августа 1911. године у селу Иванди, близу Чакова у епархији Темишварској. После завршених шест разреда основне школе Милисав Матић, доцније јеромонах Митрофан, уписује монашку школу у манастиру Раковици, коју похађа 1927. и 1928. године. Монашки постриг је примио у манастиру Раковица 1929. године, а рукоположен је у чин јерођакона 1930. године. Млади јеромонах Митрофан је био сабрат више манастира. Тако је био у Раковици, Грнчарици и Рајиновцу. Старешина је био у Благовештењу и Чокешини. Последње дане је провео у манастиру Чокешина, где је и убијен 11. августа 1941. године од стране комуниста. Сахрањен је у манастиру Чокешина.

## Књижевни рад
Написао је око осамдесет песама и неколико прозних радова. Објављене су две збирке његових песама: Монахово срце и Изабране песме.